# Шавес
Шавес (порт. Chaves) је познати град у Португалији, смештен у њеном крајње северном делу. Град је други по значају у оквиру округа Вила Реал, где чини једну од општина.

## Географија
Град Шавес се налази у крајње северном делу Португалије, близу државне границе са Шпанијом - 10 километара северно од града. Од главног града Лисабона град је удаљен 460 километара северно, а од Портоа град 150 километара североисточно.
Рељеф: Шавес се налазу у долини, на надморској висини од око 350 m. Западно од града се диже планина Лароуко, а источно планина Трасос Монтес.
Клима: Клима у Шавесу је измењена умерено континентална, са доста падавина и оштријим зимама због надморске висине.
Воде: Шавес лежи на реци Тамего, која дели град на западни и источни део. Поред тога, у околини града има више топлих извора, који се користе у бањске делатности.

## Историја
Подручје Шавеса насељено још у време праисторије. Град је постојао још у староримско време, а у време од 7. до 11. века град је наизменично прелазио из хришћанских у маварске руке. Од 15. века, са јачањем трговине преко Атлантика, град постепено губи значај у односу на приморске градове. Град ускоро пада у стагнацију, из које се ни данас није извукао. Шавес је званично добио градска права тек 1929. године.

## Становништво
По последњих проценама из 2008. године општина Шавес има око 44 хиљаде становника, од чега око 18 хиљада живи на градском подручју.

## Партнерски градови
- Диферданж
- Таланс

## Галерија
- Замак Монтефорте
- Стари део Шавеса
- Римски мост
- Градска кућа Шавеса